# Tea Faber
Tea Faber (* 27. Juni 1989) ist eine kroatische Leichtathletin, die im Langstrecken- und Hindernislauf an den Start geht.

## Sportliche Laufbahn
Erste sportliche Erfolge feierte Tea Faber 2021, als sie in 1:19:14 h beim Gradiška-Halbmarathon siegte. Anschließend belegte sie bei den Balkan-Meisterschaften in Smederevo in 10:51,11 min den siebten Platz über 3000 m Hindernis und erreichte nach 17:22,63 min Rang acht im 5000-Meter-Lauf. Im Jahr darauf wurde sie bei den Crosslauf-Europameisterschaften 2022 in Turin nach 19:04 min 13. in der Mixed-Staffel.
In den Jahren 2021 und 2022 wurde Faber kroatische Meisterin über 3000 m Hindernis.

## Persönliche Bestzeiten
- 3000 Meter: 9:51,16 min, 14. Mai 2022 in Zagreb
  - 3000 Meter (Halle): 9:53,54 min, 27. Februar 2021 in Zagreb
- 5000 Meter: 17:22,63 min, 27. Juni 2021 in Smederevo
- Halbmarathon: 1:18:44 h, 12. Dezember 2021 in Kotor-Tivat
- 3000 m Hindernis: 10:51,11 min, 26. Juni 2021 in Smederevo